# Othón P. Blanco
Othón P. Blanco är en kommun i Mexiko.   Den ligger i delstaten Quintana Roo, i den östra delen av landet, 1 100 km öster om huvudstaden Mexico City. Antalet invånare är 244 553. Arean är 10 029 kvadratkilometer. Ur kommunen bildades den 2 februari 2011 kommunen Bacalar.
Terrängen i Othón P. Blanco är platt åt nordost, men åt sydväst är den kuperad.
Följande samhällen finns i Othón P. Blanco:
- Chetumal
- Calderitas
- Nicolás Bravo
- Javier Rojo Gómez
- Morocoy
- Luis Echeverría Álvarez
- Allende
- Nachi Cocom
- Pedro Joaquín Coldwell
- Xcalak
- El Cedral
- Raudales
- Esteban Baca Calderón
- San José de la Montaña
- Limonar
- Veracruz